# Taiwanalkippa
Taiwanalkippa (Alcippe morrisonia) är en fågel som numera placeras i den nyligen erkända familjen alkippor. Den förekommer enbart i Taiwan.

## Utseende
Taiwanalkippa är en rätt liten (12,5–14 cm), mesliknande och mjukt färgad tätting. Huvudet är grått, med en långt längsgående svartaktigt band på sidan av hjässan. Ovansidan är brun, undersidan beigefärgad. Den har en tydlig vit ögonring och grå örontäckare. Ögat är rött, näbben grå och fötterna skäraktiga.

## Utbredning och systematik
Taiwanalkippa förekommer endast på ön Taiwan. Arterna yunnanalkippa (A. fratercula), guangdongalkippa (A. hueti) och guizhoualkippa (A. davidi) behandlades tidigare som underarter till gråkindad alkippa, och vissa gör det fortfarande

### Släktes- och familjetillhörighet
Länge placerades arterna i Schoeniparus, Lioparus, Fulvetta och Alcippe i ett och samma släkte, Alcippe, men flera genetiska studier visar att de är långt ifrån varandras närmaste släktingar och förs nu istället vanligen till flera olika familjer, där arterna till Alcippe verkade utgöra systergrupp till fnittertrastarna och fördes till den familjen. Senare genetiska studier har dock visat att de utgör en mycket gammal utvecklingslinje och urskiljs därför av exempelvis tongivande International Ornithological Congress (IOC) till en egen familj, Alcippeidae.

## Levnadssätt
Taiwanalkippa hittas i bergstrakter från 600 till 3000 meters höjd, i både städsegrön skog, ungskog, bambusnår och buskmarker. Den ses ofta i ljudliga flockar, ibland tillsammans med andra fågelarter, som drar runt i jakt på små insekter, frön och bär. 

### Häckning
Taiwanalkippa häckar från april till augusti. Den bygger ett kompakt skålformat bo av bark, löv, mossa och spindelväv som placeras lågt, mellan två decimeter och två meter ovan mark i ett buskage. Däri lägger den två till fyra ägg. Den kan lägga flera kullar under en häckningssäsong.

## Status
Internationella naturvårdsunionen IUCN kategoriserar morrisonia som livskraftig, men inkluderar yunnanalkippa (A. fratercula), guangdongalkippa (A. hueti) och guizhoualkippa (A. davidi) i bedömningen.

## Namn
Fågelns vetenskapliga artnamn syftar på Taiwans högsta berg Mt. Morrison (Yü Shān eller Hsin Kao Shān), i sig döpt efter en amerikansk marinkårskapten som siktade berget 1857.